# Antoni Sijski
Antoni Sijski, imię świeckie: Andriej (ur. 1477 w Kiechcie, zm. 1556 w monasterze Antoniewo-Sijskim) – święty mnich prawosławny.
Według opracowań hagiograficznych urodził się w rodzinie zamożnego ziemianina. W dzieciństwie odebrał staranne wykształcenie, nauczył się m.in. ikonopisania. Gdy dorósł, wyjechał do Nowogrodu i najął się do pracy u bojara; w Nowogrodzie pozostał przez pięć lat. Ożenił się, jednak jego małżonka po roku zmarła. Wydarzenie to skłoniło go do wstąpienia do monasteru. Andriej rozdał cały majątek ubogim i zgłosił się do pustelni założonej nad rzeką Kieną przez późniejszego świętego mnicha Pachomiusza. Przed nim też złożył wieczyste śluby mnisze, przyjmując imię Antoni. Następnie przyjął święcenia kapłańskie.
Pragnąc żyć w odosobnieniu, hieromnich Antoni opuścił monaster założony przez Pachomiusza i razem z dwoma innymi mnichami zamieszkał na wyspie Michajłowej na rzece Siji. W 1520 wzniósł na tym miejscu kaplicę. Zniechęceni trudnościami, jakie powodowało wznoszenie świątyni w lasach, towarzysze Antoniego zwrócili się przeciwko niemu. Ostatecznie jednak monaster został zbudowany, według hagiografii dzięki ofiarom nieznanego pielgrzyma. Klasztor stał się ważnym ośrodkiem życia religijnego miejscowej ludności. Sprawiło to, że Antoni z jednym uczniem ponownie go opuścił i zamieszkał na wyspie na jeziorze Pałuń. Po trzech latach mnisi z założonego przezeń monasteru odnaleźli go jednak, prosząc o ponowne objęcie godności przełożonego wspólnoty. Antoni zgodził się przyjąć godność ihumena i pozostawał nim do swojej śmierci w 1556.
Kanonizowany przez Rosyjski Kościół Prawosławny w 1579.